# Tepačko Polje
Tepačko Polje este un sat din comuna Žabljak, Muntenegru. Conform datelor de la recensământul din 2003, localitatea are 56 de locuitori (la recensământul din 1991 erau 54 de locuitori).

## Demografie
În satul Tepačko Polje locuiesc 45 de persoane adulte, iar vârsta medie a populației este de 41,8 de ani (38,5 la bărbați și 46,2 la femei). În localitate sunt 14 gospodării, iar numărul mediu de membri în gospodărie este de 4,00.
Populația localității este foarte eterogenă.
|  |

| Demografie | Demografie | Demografie |
| An         | Locuitori  | Locuitori  |
| ---------- | ---------- | ---------- |
|            |            |            |
|            |            |            |
|            |            |            |
|            |            |            |
| 1948       | 137        |            |
| 1953       | 152        |            |
| 1961       | 129        |            |
| 1971       | 81         |            |
| 1981       | 68         |            |
| 1991       | 54         | 54         |
| 2003       | 57         | 56         |

| \| Componența etnică conform recensământului din 2003[2] \| Componența etnică conform recensământului din 2003[2] \| Componența etnică conform recensământului din 2003[2] \| Componența etnică conform recensământului din 2003[2] \| Componența etnică conform recensământului din 2003[2] \| \| ----------------------------------------------------- \| ----------------------------------------------------- \| ----------------------------------------------------- \| ----------------------------------------------------- \| ----------------------------------------------------- \| \| \| \| \| \| \| \| Sârbi \| Sârbi \| \| 31 \| 55,35% \| \| Muntenegreni \| Muntenegreni \| \| 10 \| 17,85% \| \| necunoscută \| necunoscută \| \| 0 \| 0% \| |              |  |    |        |
| Componența etnică conform recensământului din 2003 |              |  |    |        |
| |              |  |    |        |
| Sârbi | Sârbi        |  | 31 | 55,35% |
| Muntenegreni | Muntenegreni |  | 10 | 17,85% |
| necunoscută | necunoscută  |  | 0  | 0%     |